# Anton Becker (Autor)
Anton Becker (* 11. November 1868 in Budkau, Mähren; † 7. Jänner 1955 in Wien) war ein österreichischer Lehrer, Geograph und Denkmalpfleger.

## Leben
Er war der Sohn des fürstlich-liechtensteinischen Gutsdirektors Max Becker und dessen Ehefrau Gabriela geborene Suda. Nach dem Besuch des Gymnasiums in Iglau und in Wien IX studierte Anton Becker Geschichte und Geographie an der Universität Wien. Er promovierte in Geschichte zum Dr. phil. Im Jahre 1893 legte er die Lehramtsprüfung für Geographie und Geschichte ab und trat in den österreichischen Schuldienst ein. Nach Anstellungen in Ries (Oberösterreich), Linz und Wien IX wurde Anton Becker Gymnasiallehrer in Oberhollabrunn. Danach wurde Becker Professor am Piaristengymnasium in Wien VIII.
1909 wurde Anton Becker Direktor der k. k. Bildungsanstalt in Oberhollabrunn, wo er früher bereits tätig gewesen war und wo Lehrer für den österreichischen Staatsdienst ausgebildet wurden. Nur kurze Zeit später wechselte er an die Niederösterreichische Lehrerakademie am Pädagogium in Wien. Dort gründete er das Geographische Seminar. Anton Becker wurde im Jahre 1913 Landesschulinspektor für Niederösterreich und Wien und trat 1922 mit 54 Jahren als Lehrer in den Vorruhestand.
Er widmete sich fortan seinen Liebhabereien. So wurde er 1923 Lektor für die Methodik des Erdkundeunterrichts an der Universität Wien und an den Hochschulen für Welthandel und Bodenkultur. Mit dem „Anschluss“ Österreich an das Deutsche Reich gab er 1938 diese Funktion auf.
Nach Ende des Zweiten Weltkrieges stellte sich Anton Becker für den Wiederaufbau Österreichs zur Verfügung und wurde erneut am Pädagogischen Institut in Wien tätig, wo er bis 1948 im Dienst blieb und sich dann endgültig zur Ruhe setzte.
Anton Becker war Mitglied des Geographischen Gesellschaft Wiens und von 1930 bis zu seinem Tod 1955 Präsident des Vereins für Landeskunde und Heimatschutz von Niederösterreich und Wien. Ferner gehörte er der Wiener Urania und dem Museum für Volkskunde und den Niederösterreichischen Landesmuseum an und beschäftigte sich mit Denkmalpflege.

## Schriften (Auswahl)
Anton Becker publizierte in zahlreichen Fachzeitschriften aus pädagogischem, heimatgeschichtliches und geographischen Bereichen und gab die beiden Zeitschriften „Zeitschrift für Schulgeographie“ und „Zeitschrift für österreichisches Volksschulwesen“ heraus. Speziell für Lehrer verfasste er den „Führer für Lehrausflüge in der Umgebung von Wien“, von dem vier Hefte erschienen sind. Daneben erschienen die fünf Hefte des mit Fritz Biffl verfassten „Führers für Lehrwanderungen in der Umgebung von Wien“.

## Ehrungen
- 1928 Goldenes Ehrenzeichen für Verdienste um die Republik Österreich
- 1953 Ehrenmedaille der Stadt Wien in Gold
- Ehrenplakette Land Niederösterreich
- Verleihung des Titels Hofrat